# Torreóni mészárlás
A torreóni mészárlás egy etnikai alapú tömeggyilkosság volt a mexikói Torreónban 1911. május 13. és 15. között, amelynek során 303 kínai származású civilt, a város kínai közösségének mintegy felét pusztították el maderista forradalmárok.

## Előzmények
A mexikói forradalom 1910. november 20-i kitörését követően Francisco Ignacio Madero erői az északi országrészben jelentős katonai győzelmeket értek el, május 10-ére például a Ciudad Juárez-i csatában elfoglalták a fontos északi határvárost, Ciudad Juárezt is. A gazdag és közlekedési csomópont szerepe miatt is fontos Torreón azonban ekkor még Porfirio Díaz elnök erőinek kezén volt.
Ezekben az időkben Mexikó számos területén jelentős kínai- és arabellenes hangulat uralkodott, Sonora államban például tilos volt a házasság mexikóiak és kínaiak között, némely esetekben az ehhez a néphez tartozó emberek pedig származásuk miatt át- vagy kitelepítésre is kerülhettek. 1907-ben a Comarca Lagunera nevű vidékre, ahol Torreón is található, magónista anarchisták települtek be, akik kifejezetten károsnak találták a kínaiak bevándorlását, mivel úgy vélték, a betelepülők a mexikói munkásoknak versenytársat jelentenek, elveszik előlük a munkát. A forradalom elején ezek a magónisták szintén Madero oldalán harcoltak.
Torreónban volt található a mexikói kínaiak talán legvirágzóbb közössége. 1911 tavaszán mintegy 600 kínai származású ember élt itt, egy részük a Kínában fenyegető válság és éhezés elől, mások az Amerikai Egyesült Államokban, főként Kalifornia államban tapasztalható kínaiellenesség miatt menekültek korábban a mexikói városba. Többségük kereskedő és paraszt volt, de mosodatulajdonosok is voltak köztük, sőt, a város legfőbb bankját is kínaiak alapították.
Május elejére Emilio Madero, Orestes Pereyra és Benjamín Argumedo vezetésével a 2000 főt számláló maderista forradalmár sereg már elfoglalta a Torreónnal szomszédos Gómez Palaciót és Lerdót, majd május 13-án megindultak Torreón ellen is, amelyet különböző források szerint 400 vagy 700 porfirista katona védett Emiliano Lojero parancsnoksága alatt.

## A mészárlás

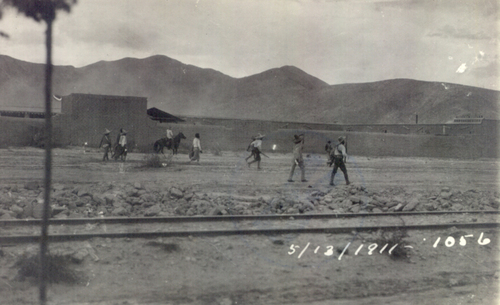
A forradalmárok 13-án Torreónba érkeznek

A forradalmárok a kínaiakat azzal vádolták, hogy Porfirio Díazt segítették, hiszen a porfirista védők gyakran az ő házaikban, üzleteikben, zöldségeskertjeikben, illetve a Banco Chino bankban meghúzódva lőttek a támadó forradalmárokra. 13-án néhány órányi harc után a védők elvonultak a kínaiak zöldségeskertjeinek közeléből. Ekkor a támadók egy része ételt és italt követelt az ott dolgozó kínaiaktól, és miután ezeket megkapták, fosztogatni kezdtek, majd a fosztogatás erőszakba torkollott: lőni kezdtek a kínaiakra (köztük a menekülőkre is) vagy machetékkal támadtak rájuk, az életben maradtakat pedig megcsonkították. Ezen a napon 84 kínait öltek meg, valamint egy Francisco Almaraz nevű mexikói farmert is, aki tiltakozott a kegyetlenség láttán.
A városközpontért zajló harc 14-én is folytatódott, majd 15-én éjjel három órakor a porfiristák a Huarache-kanyonon át elhagyták Torreónt. A város elfoglalása után káosz tört ki. A forradalmárok közül több százan (Argumedo jóváhagyásával), kiegészülve helyi civilekkel, fosztogatni kezdték az üzleteket, majd a fosztogatást itt is erőszak követte. A Compañía Bancaria és a Tranvías Wah Yick irodáinak helyt adó épületben (a későbbi Banco de La Lagunában) 25 kínai próbált meg elrejtőzni, de a forradalmárok bejutottak, és azzal az indokkal, hogy egyikük állítólag rájuk lőtt, Argumedo megparancsolta, hogy minden kínait öljenek meg. Végigjárták az épületet, és akit találtak, agyonlőtték, esetenként megcsonkított holttestüket kidobálták az ablakokon, ahol az emberek pénz után keresve átkutatták a ruháikat. Olyan is volt, hogy a testeket lovakhoz kötötték és maguk után húzva őket nyargaltak az utcán. Állítólag (ezt nem bizonyították) voltak, akiket élve löktek le a magas épület tetejéről. A mészárlás a magánházakban és az üzletekben is folytatódott: akit megtaláltak, lelőtték vagy machetével lekaszabolták, az El Puerto de Shanghái nevű raktárba betörve például 12 személyt öltek meg, Chon Lee vendéglőjében 14-et. Egy kínai szervezet székházán lógó zászlót leszedtek a helyéről és darabokra tépték. A torreóni kínaiak között igen kevés nő volt, de így is történt nemi erőszak is: egy Lim családnevű háromgyermekes fiatal anyát erőszakoltak meg támadói, majd kidobták a házából.
A torreóni mexikói lakosok egy része viszont védelmezni próbálta az ázsiaiakat, például José Cadena 20 menekülőt rejtett el saját házában, de segítette őket José María Arzave, Manuel Rodríguez, Cristino Hernández, Aureliano Heredia és Leonides González is. Többeket, akik tiltakoztak a gyilkosságok ellen, szintén megöltek a fegyveres csoportok. A mészárlásnak végül az vetett véget, hogy délelőtt 10 órára megérkezett a forradalmárok néhány vezére, Emilio Madero, Orestes Pereyra és Agustín Castro, akik rendet kívántak teremteni. Katonáik egy része szintén ekkor érkezett meg a városba: kardos rohamot indítottak és szétverték a zavargókat.
Az események három napja során összesen 303 kínai személy halt meg, többségük család nélküli férfi, de voltak az áldozatok között nők és gyermekek is, sőt, az összes halott körülbelül egyötöde nem is helybéli volt, csak egy Chihuahuába tartó, de Torreónban megrekedt vonat utasa.

## A mészárlás után

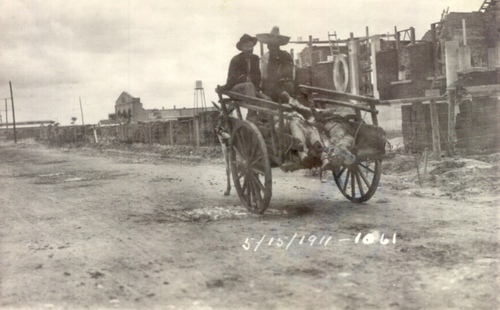
Holttesteket szállító kocsi

A halottak egy részét tömegsírokban helyezték el a mai Torreón Jardín városrészben (a temetőn kívül), másoknak a testét egy Li nevű doktor és egy civil összegyűjtötte és a községi temetőben helyezte örök nyugalomra. Az életben maradt kínaiak kevés kivétellel mind elmenekültek Torreónból.
A kínai kormány néhány nappal később értesült az eseményekről. Számos kínai, valamint több japán, európai és amerikai újságban jelent meg róla hír, a The New York Times pedig június 9-én számolt be először a történtekről. Ebből kiderül, hogy Wu Lan Pu volt az első, aki hivatalos jelentést írt a mészárlásról. Ebben a jelentésében tagadta, hogy a kínaiak a forradalmárokra lőttek volna a városért vívott csata során, sőt, a kínai közösségből már napokkal előtte figyelmeztették őket, hogy zárkózzanak be házaikba és ne tanúsítsanak ellenállást, ha támadás éri Torreónt. Szintén júniusban Benjamín Argumedo egy katonai bíró előtt elismerte, hogy ő adott parancsot a mészárlásra, de azzal védekezett, hogy önvédelemből tette, mivel a kínaiak rátámadtak. Ezt az állítását a legtöbb forrás cáfolja.
Bár a mészárlást elkövetők maderisták voltak, Francisco Ignacio Madero politikájában nem szerepelt a kínaiellenesség. Amikor Maderót elnökké választották, a kínai kormány először 30 millió arany peso kártérítést követelt tőle, majd ezt az igényüket levitték 6, végül 3 millióra, amit Madero el is fogadott. Van olyan forrás, ami szerint a kifizetés 1912-ben meg is történt, de van olyan is, ami szerint soha nem fizették ki, mert 1913 elején a tragikus tíz nap eseményei során az elnököt Mexikóvárosban meggyilkolták.
A mexikói forradalom alatt nem ez volt az egyetlen atrocitás kínai bevándorlók ellen. Pancho Villa forradalmi erői Chihuahuában (mely nincs messze Torreóntól) 1915. november 27-én ötven kínai bevándorlót gyilkoltak meg, mert azzal vádolták őket, hogy segítették a Mexikóba bevonuló amerikai csapatokat, akik Villát akarták elfogni.[forrás?]

## Emlékezete
A torreóni mészárlást évtizedeken keresztül a mexikóiak igyekeztek elhallgatni és tudomást sem venni róla, de maguk a kínaiak sem beszéltek róla sokat. A Torreón történetét feldolgozó művek is alig tettek róla említést, így a 21. század elejére a köztudatban szinte teljesen ismeretlen volt. A 2000-es évtizedtől kezdve azonban egyre több írás jelent meg a témával kapcsolatban, 2006-ban emléktáblát is avattak az egykori kínai bankban az áldozatok emlékére, és ezekben az években állítottak fel egy kínai zöldségkertészt ábrázoló szobrot is a Bosque Venustiano Carranza nevű parkban, ahol a 20. század elején kínai kertek voltak. 2007-ben a torreóni önkormányzat kártérítést is felajánlott a kínai kormánynak, sőt, már egy helyi múzeumban is rendeztek olyan kiállítást, ahol a mészárlással kapcsolatos fényképek is helyet kaptak.